# Diakonissenanstalt Stuttgart

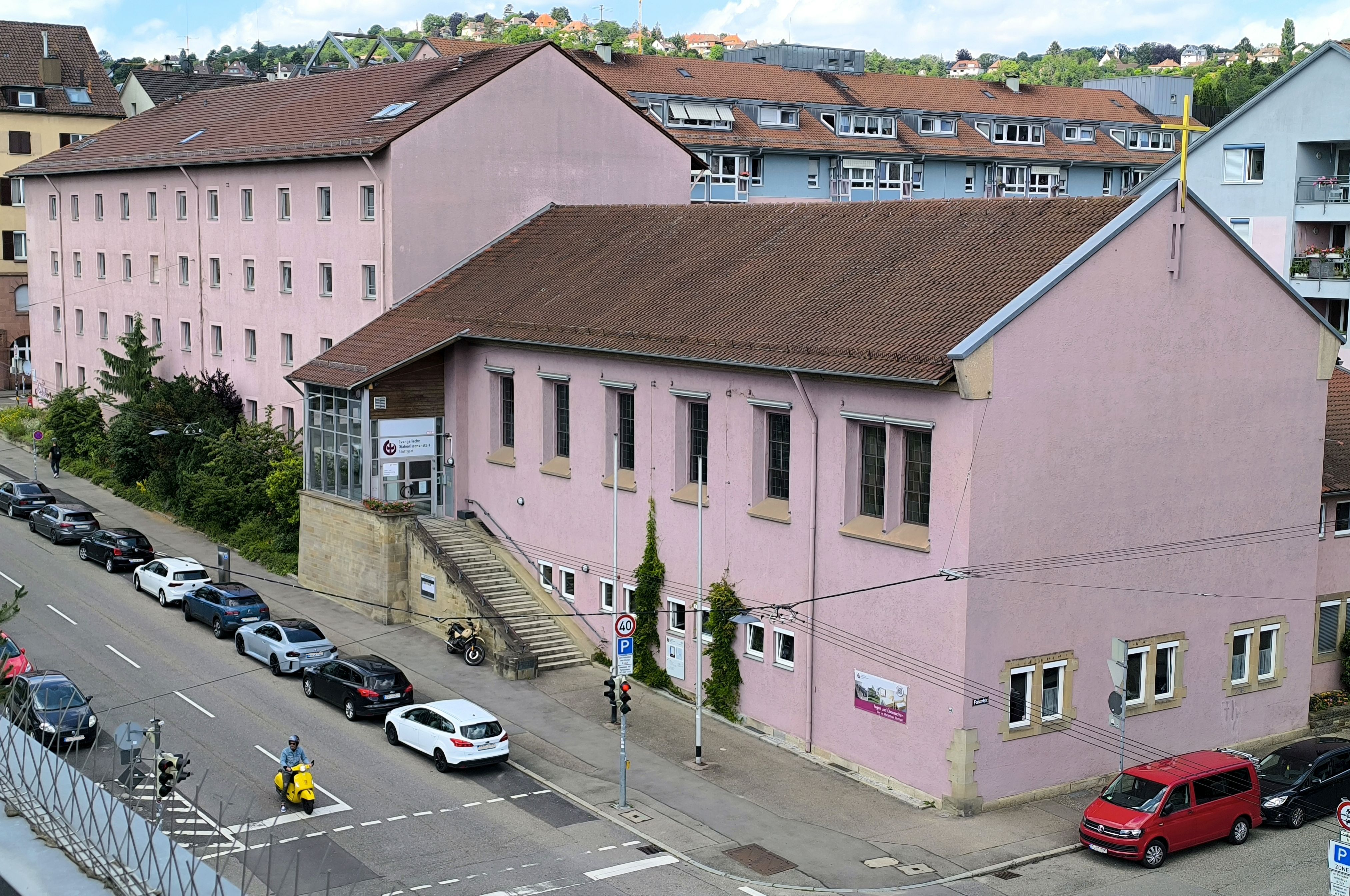
Diakonissenanstalt Stuttgart

Die Evangelische Diakonissenanstalt Stuttgart ist eine kirchliche Stiftung bürgerlichen Rechts mit Sitz in Stuttgart. Aufgabe der Diakonissenanstalt Stuttgart ist die Pflege an kranken und alten Menschen. Zur Gemeinschaft gehören heute noch etwa 40 Diakonissen sowie ca. 320 Diakonische Schwestern und Brüder.

## Geschichte
Die Evangelische Diakonissenanstalt Stuttgart wurde 1854 gegründet. Vorausgegangen war die Gründung eines Diakonie-Vereins von Charlotte Reihlen, einer Stuttgarter Kaufmannsfrau, und Prälat von Kapff, dem Stuttgarter Stiftskirchenprediger, im Jahr 1853. Durch die Eröffnung der Kaiserswerther Diakonie bei Düsseldorf wurde Charlotte Reihlen angeregt, eine ähnliche Einrichtung in Stuttgart einzurichten. Sie suchte dafür über Zeitungsanzeigen nach jungen Frauen, die in der Lebensform der Diakonisse leben wollten. Am 25. August 1854 machten drei junge Frauen den Anfang, die nach ihrer Ausbildung zur Krankenschwester in Straßburg in das Stuttgarter Hofkrankenhaus in der Büchsenstraße kamen. Die 1940er Jahre zählen zu der Hochphase der Gemeinschaft. 1940 gehörten 1663 Diakonissen zur Schwesternschaft. 1954 waren 470 Schwestern in über 260 Stationen im Land als Gemeindeschwestern tätig. Heute leben rund um das Mutterhaus in der Stuttgarter Rosenbergstraße etwa 200 Diakonissen im Ruhestand. Ihre Arbeit haben inzwischen Mitarbeiter übernommen, die sich dieser Tradition verbunden fühlen.

## Schwesternschaft

### Diakonissen
Die meisten der noch verbliebenen Diakonissen der Evangelischen Diakonissenanstalt Stuttgart leben heute rund um das Mutterhaus in der Stuttgarter Rosenbergstraße im Ruhestand. Mit einer biblisch-diakonischen und einer fachlichen Ausbildung und durch die Einsegnung sind sie auf den lebenslangen Dienst der Diakonisse vorbereitet worden.

### Diakonische Gemeinschaft
Zu dieser Gemeinschaft gehören Frauen und Männer, die sich der Tradition der Diakonissenanstalt Stuttgart verbunden fühlen. Die Mitglieder dieser Gemeinschaft sind biblisch-diakonisch ausgebildet und fachlich in verschiedenen Berufen, überwiegend in der Krankenpflege tätig. Die Aufnahme in die Gemeinschaft geschieht im Rahmen eines Gottesdienstes. Die Diakonischen Schwestern und Brüder arbeiten in Einrichtungen der Evangelischen Diakonissenanstalt Stuttgart oder in Tochterinstitutionen. Sie leben in unterschiedlichen Lebensformen: alleine, verheiratet oder in Familien. Die Diakonischen Schwestern und Brüder prägen das Bild der Schwesternschaft durch die Mitgestaltung bei Treffen, in Arbeitsgruppen und Gremien.

## Einrichtungen
Zur Evangelischen Diakonissenanstalt gehören
- das Mutterhaus mit einem Gäste- und Tagungsbereich
- zwei Häuser für Diakonissen im Ruhestand in Stuttgart
- eine Ausbildungsstätte für Hauswirtschaft mit 12 Plätzen im Mutterhaus.

Außerdem ist die Diakonissenanstalt alleinige Gesellschafterin des Pflegezentrums Bethanien in Stuttgart-Möhringen mit 218 Plätzen und des Pflegeheims Paulinenpark mit 69 Plätzen im Stuttgarter Westen.
Zusammen mit der Paulinenhilfe ist die Diakonissenanstalt seit dem Jahr 2000 Trägerin der Diakonie-Klinikum Stuttgart Diakonissenkrankenhaus und Paulinenhilfe gGmbH. Das Diakonie-Klinikum Stuttgart beschäftigt ca. 1750 Mitarbeiter und verfügt über 400 Betten.